# Bom Jesus (корабель)
Bom Jesus був португальською каракою та індіаменом, що покинув Лісабон, Португалія, у п'ятницю, 7 березня 1533 року. Його доля була невідомою до 2008 року, коли його залишки були виявлені під час видобутку алмазів на узбережжі Намібії, поблизу Ораньємунда. Сьогодні Bom Jesus є найстарішими відомими й найціннішими уламками корабля, коли-небудь виявленими біля західного узбережжя Африки на південь від Сахари.

## ІсторіяBom Jesus

### Походження
Bom Jesus — португальське торгове судно, побудоване на початку 1500-х років у період інтенсивного розширення Португальської імперії під керівництвом Мануеля I Португальського. Про історію самого Bom Jesus відомо небагато, але є припущення, що корабель був частиною класу військово-морських суден. Вони значно більшими, ефективнішими та витривалішими, ніж попередні португальські та іспанські судна, що, зі свого боку, значно полегшувало далекі експедиції, здійснені португальським флотом в цей час. Ґрунтуючись на вмісті затонулого корабля, що містила безліч предметів розкоші та золоті монети, археолог Дітер Нолі та інші вчені дійшли висновку, що корабель прямував до західної Індії із Лісабону біля південного краю Африки, загального маршруту, яким користувалися усі тогочасні караки.

### Корабельна аварія
Корабель Bom Jesus затонув у 1554 році біля узбережжя Намібії під час шторму. Припускається, що корабель було підтягнуто занадто близько до берега, і він зіткнувся зі скелею. Внаслідок зіткнення корпус корабля був проломлений, і він перекинувся. Скриня з монетами з капітанських покоїв була знайдена на дні океану біля узбережжя, що свідчить про те, що вона випала з корабля, коли корпус був проломлений.
Коли Bom Jesus рухався до берега, надбудова та корпус, ймовірно, розкололися та розкидали корабель і його вміст уздовж берегової лінії. Пізніше вони були випадково розкидані далі під час будівництва великих піщаних підпірних стін навколо місця.
Стан, у якому було знайдено корабель, свідчить про те, що шторм, який спричинив корабельну аварію, був особливо сильним. Однак відсутність людських останків (крім кількох розкиданих фрагментів кісток) на місці свідчить про те, що більшість членів екіпажу на борту пережили аварію або загинули. на морі.

## Відкриття

### Початкове відкриття
Шахтарське місто Ораньємунд поблизу узбережжя Атлантичного океану управляється NAMDEB, підприємством, яким спільно володіють уряд Намібії та алмазодобувна та торгова компанія De Beers.
1 квітня 2008 року Каапанда Шадіка, співробітник De Beers, виявив колекцію мідних зливків і залишків слонової кістки слона під час розкопок у прибережній зоні, яка була ліцензована компанією. Після подальшого огляду археолог Дітер Нолі, підрядник компанії De Beers, дійшов висновку, що затонулий корабель мав давнє походження, і заручився допомогою морського археолога Бруно Верца з Південноафриканського інституту морської археології (SAIMA).
Команда археологів провела низку досліджень у районі, під час яких вони виявили додаткові артефакти, включаючи кераміку, монети та уламки меблів. Вони також зібрали зразки деревини та тканини для подальшого аналізу.
Наразі команда археологів працює над визначенням точної дати затонулого корабля та його походження. Однак вони вважають, що це може бути один із найстаріших затонулих кораблів, виявлених у Намібії.
Знахідка має потенціал змінити розуміння ранньої історії регіону. Це також є нагадуванням про важливість охорони морських місць поховання та необхідність співпраці між компаніями, урядами та археологами для збереження нашого морського культурного спадку.

### Початкові умовиBom Jesus
Після першого виявлення останки корабля були розкидані на трьох великих ділянках уздовж узбережжя. Археолог Франсіско Алвес виявив, що весь вміст уламків корабля був покритий вологим метровим шаром «помаранчевих шарів бетону», створеного в результаті хімічних, біологічних і осадових процесів у прибережному ґрунті. Цей шар допоміг зберегти більшу частину корпусу та дерев'яної конструкції корабля в багатій морською водою землі.
Більшість вантажу спочатку було знайдено розкиданим між трьома великими місцями копання, включаючи мідні злитки, слонову кістку, морські інструменти та гармати. Ці артефакти легко викопувалися з піску. Решту знайденого вантажу, як-от залізні злитки, зброю та фрагменти дерев'яного корпусу, було знайдено в вапняку та твердих піщаних конкреціях. Хоча ці умови допомогли зберегти та захистити вміст корабля, ця конкреція особливо ускладнила їх ідентифікацію та відновлення для археологів на місці.
Команда археологів працює над очисткою артефактів від конкреції та їх вивченням. Вони сподіваються, що ці артефакти дадуть важливе уявлення про історію корабля та його вантаж.

### Розкопки
Приблизно через місяць після початку перших археологічних розкопок і оглядів Bloomberg оголосив про відкриття корабельної аварії в Інтернеті. Це привернуло увагу міжнародної спільноти до місця та його значення, зокрема відкриття рідкісної португальської монети крузадо археологом Пауло Монтеріо, що знаходився на місці.
Цей міжнародний розголос змусив уряд Намібії шукати зовнішні джерела археологічної та наукової допомоги, враховуючи невідкладність цілісності об'єкта через великі піщані підпірні стіни навколо затонулого корабля, які захищали об'єкт від океанської води, яка була під загрозою. ерозії через сезонну погоду та пошкодження корпусу судна.
У результаті було проведено зустріч між урядом Намібії та іншими організаціями, зацікавленими в участі в розкопках місця, включаючи делегатів Філіпе Кастро та Донні Гамільтона з антропологічного факультету Техаського університету A&M, а також представників португальського та іспанського урядів. Португалія, яка домовилася з урядом Намібії, щоб з'ясувати справжнє походження Bom Jesus, яке на той час було невідоме. Після короткого обговорення було складено Заяву Ораньємунда, в якій говорилося, що уряд Намібії дозволить представникам Департаменту археології Техасу A&M і уряду Португалії співпрацювати в розкопках корабля, а уряд Намібії субсидуватиме реконструкцію навколишніх підпірних стінок.
Заява Ораньємунда була підписана 28 квітня 2008 року і поклала початок багаторічному проєкту спільних розкопок, який триває донині. Проєкт був успішним у виявленні багатьох артефактів, які дають уявлення про історію корабля та його вантаж. Ці артефакти зараз зберігаються в Національному музеї Намібії в Віндхуці.

## Ідентифікація та аналіз вантажу

### Каталог вантажів
Розкопки місця катастрофи виявили понад 40 тонн вантажу, який включав тисячі різних артефактів, включаючи гармати, вогнепальну зброю, мечі, свинець, олово, текстиль та астрономічні пристрої. Найважливішими знахідками були колекції з 1845 мідних зливків вагою приблизно 16-17 тонн, понад 2000 золотих і срібних монет від багатьох сучасних морських держав і 105 різних бивнів слона вагою близько 2 тонн.
Відкриття було незвичайним тим, що весь вміст корабля вдалося відновити та занести в каталог без втручання сміттярів завдяки надзвичайно безпечному характеру гірничих робіт De Beers у цьому районі.
Знахідки з місця розкопок Bom Jesus дають унікальний погляд на торгівлю та життя в 16 столітті. Вони також є нагадуванням про небезпеки моря і важливість заходів безпеки, які вживаються для захисту морських місць поховання.

### Мідні зливки
Більшість мідних зливків, знайдених на корабельній аварії, мають напівсферичну форму та відносно стандартизовані як за вагою, так і за розміром. Це вказує на те, що ці мідні зливки походять здебільшого з того самого місця та з того самого процесу плавлення.
Оскільки ці мідні зливки були дуже добре збережені в результаті їх захисту від океанської води корпусом корабля, археологи на місці змогли вивчити незвичайний знак у формі тризуба на старому металі. Цей штампований товарний знак належав Антону Фуггеру з сім'ї Фуггерів, що бере початок від торгової компанії Fugger з Аугсбурга, Німеччина, однієї з найбагатших компаній Європи Ренесансу в світі на той час.
Історична документація, що оточує торгову компанію Fugger у цей час, свідчить про те, що Лісабон та інші великі торгові центри Португалії були активно залучені в торгівлю з родиною Fugger. Це пояснює відкриття такого великого вантажу цих мідних зливків на борту корабля Bom Jesus.
Історичні звіти цього періоду, а також геохімічні аналізи міді на борту корабля показують, що ці мідні зливки були виготовлені компанією Fugger-Thurzo в словацьких Рудних горах Словаччини.
Знахідка цих мідних зливків є важливим історичним знахідкою, оскільки вона дає уявлення про торгові зв'язки між Португалією та Німеччиною в 16 столітті. Вона також є нагадуванням про вплив родини Фуггерів на економіку Європи в цей час.

### Слонова кістка
Завдяки тому, що затонулий корабель і його вміст добре збереглися, археологам і генетикам на місці вдалося успішно секвенувати ДНК 71 відсотка з 105 різних бивнів слона на борту за допомогою аналізу мітохондріальної та ядерної ДНК.
Використовуючи ізотопний аналіз, а також вивчаючи відносні розміри та щільність бивнів, археологи дійшли висновку, що ці зразки слонової кістки, ймовірно, походять із західноафриканських лісів і саванних слонів. Це підтверджує розташування португальських торгових пунктів слонової кістки в Африці в той час.
Ці генетичні результати також показують, що слонова кістка на борту Bom Jesus походить від приблизно 17 різних «стад» слонів у цьому регіоні.
У той час, коли Португалія здобула популярність як світова торгова держава, вони наслідували приклад інших європейських держав і платили за азійські товари африканською слоновою кісткою. Створення португальського форту в гирлі Дагомейської щілини в Беніні в 1482 році свідчить про те, що слонова кістка, виловлена в цьому регіоні, вирушала на острови Кабо-Верде і Сан-Томе для обробки перед відправленням до Лісабона, звідки вона вирушила на свій шлях. подорож на азійські ринки.
Знахідка слонової кістки на борту Bom Jesus є важливим історичним знахідкою, оскільки вона дає уявлення про торгівлю слоновою кісткою між Африкою та Європою в 16 столітті. Вона також є нагадуванням про вплив, який торгівля слоновою кісткою мала на навколишнє середовище та населення Африки в цей час.

### Карбування монет
З колекції з 2159 монет, вилучених з Bom Jesus, більшість були іспанськими Excellentes, хоча також були знайдені португальські, венеціанські, французькі та мавританські монети. Наявність такої великої кількості іспанських монет на борту спочатку змусила археологів вважати, що корабель був іспанського походження, але ця гіпотеза була швидко залишена після подальшої перевірки португальськими археологами.
Написи та малюнки на португальських монетах із зображенням емблеми Іоанна II Португальського допомогли археологам датувати затонулий корабель 1530-ми роками після його першого відкриття. Однак ідентифікація судна є приблизною, оскільки португальські архіви морської торгівлі в цей час були повністю знищені під час Лісабонського землетрусу 1755 року.
Знахідка монет на борту Bom Jesus є важливою історичною знахідкою, оскільки вона дає уявлення про торгівлю між Португалією та іншими країнами в 16 столітті. Вона також є нагадуванням про вплив, який торгівля мала на економіку Європи в цей час.

## ЗбереженняBom Jesus
Так, нині[коли?] ведеться робота зі збереження та демонстрації останків корабля та всього його вантажу в громадському музеї в Лісабоні, Португалія. Однак відсутність фінансування та дозволу від влади Намібії залишили останки корабля на місці в Ораньємунді, зберігаючи більшість вантажу та корпусу Bom Jesus у резервуарах з морською водою для збереження, поки їх не можна буде безпечно транспортувати.
Команда археологів працює над отриманням необхідних дозволів і фінансування для переміщення останків корабля та його вантажу до Португалії. Вони сподіваються, що одного дня цей унікальний історичний об'єкт зможе бути представлений широкому загалу в Лісабоні.

## Подальше читання
- Chirikure, Shadreck; Sinamai, Ashton; Goagoses, Esther; Mubusisi, Marina; Ndoro, W. (2010). Maritime Archaeology and Trans-Oceanic Trade: A Case Study of the Oranjemund Shipwreck Cargo, Namibia. Journal of Maritime Archaeology (англ.). 5 (1): 37—55. Bibcode:2010JMarA...5...37C. doi:10.1007/s11457-010-9059-9. ISSN 1557-2285.